# Melandeva ocellata
Melandeva ocellata är en insektsart som beskrevs av William Lucas Distant 1906. Melandeva ocellata ingår i släktet Melandeva och familjen kilstritar. Inga underarter finns listade i Catalogue of Life.